# Jirapur
Jirapur là một thị xã và là một nagar panchayat của quận Rajgarh thuộc bang Madhya Pradesh, Ấn Độ.

## Nhân khẩu
Theo điều tra dân số năm 2001 của Ấn Độ, Jirapur có dân số 16.815 người. Phái nam chiếm 52% tổng số dân và phái nữ chiếm 48%. Jirapur có tỷ lệ 62% biết đọc biết viết, cao hơn tỷ lệ trung bình toàn quốc là 59,5%: tỷ lệ cho phái nam là 73%, và tỷ lệ cho phái nữ là 51%. Tại Jirapur, 16% dân số nhỏ hơn 6 tuổi.